# Airbus Beluga
|  | Per a altres significats, vegeu «Airbus Beluga XL». |

L'Airbus A300-600ST (Super Transporter) o Beluga és una versió de l'A300-600 estàndard modificat per carregar parts d'avió i càrregues de dimensions grans. Oficialment s'anomenava Super Transporter inicialment, però el nom Beluga va esdevenir més popular i s'ha adoptat oficialment.

## Història

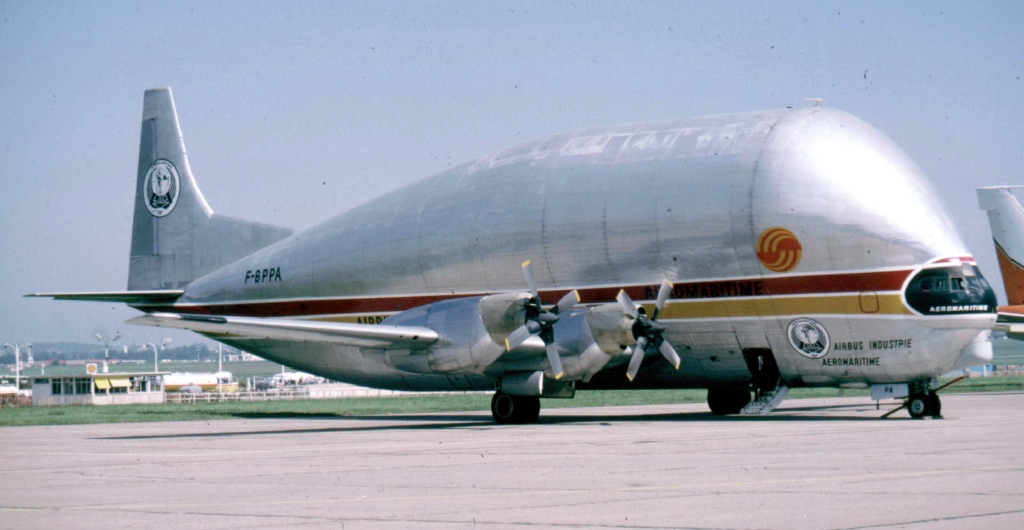
Super Guppy F-BPPA

Airbus és una empresa multinacional, i les parts dels avions s'acostumen a fabricar en diversos països. Quan va començar el 1970, els primers components s'enviaven per carretera, però la producció que augmentava va requerir un canvi a transport aeri. A partir del 1972 van utilitzar quatre "Super Guppies" modificats. Eren antics Boeing Stratocruiser dels anys 40, convertits en avions de transport pel programa espacial de la NASA. A mesura que passava el temps, els Super Guppies no van satisfer les necessitats d'Airbus, ja que eren vells i els costos d'operació eren elevats. A més, cada cop Airbus necessitava més capacitat a mesura que augmentava la producció.

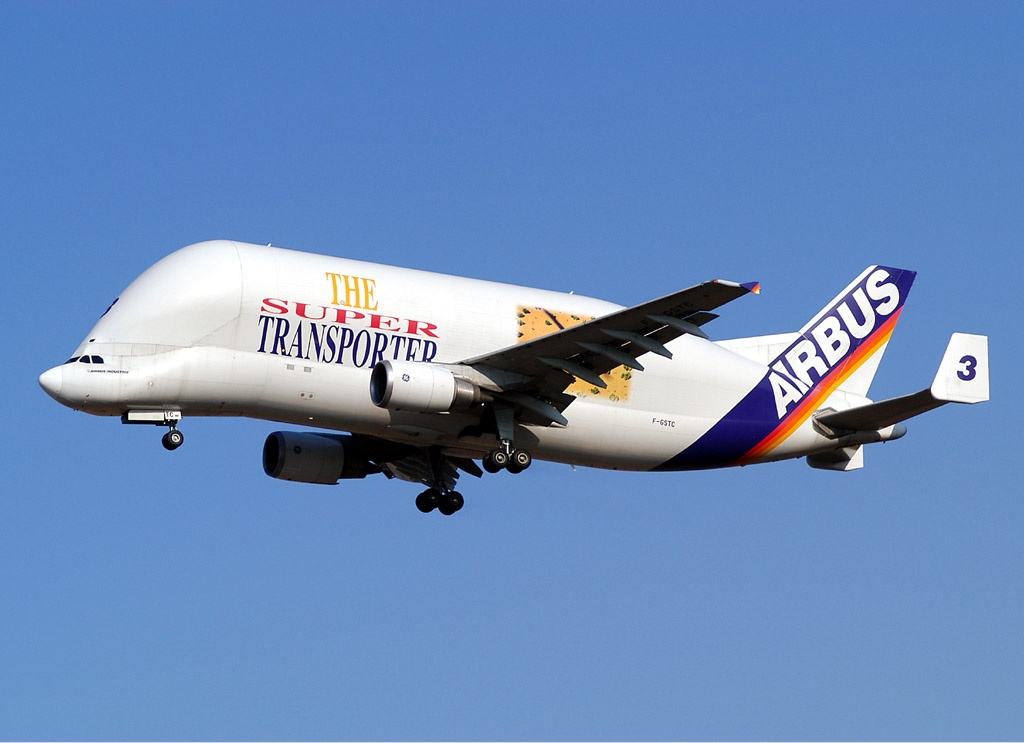
Airbus Beluga volant

El 1991 Aérospatiale i la DASA van formar una companyia per desenvolupar una substitució a partir del bimotor de fuselatge ample Airbus A300. Les ales, els motors, tren d'aterratge i la part inferior del fuselatge serien les mateixes, mentre que la part superior del fuselatge va ser modificada en una estructura de 7,7 metres de diàmetre.

## Producció i entrada en servei

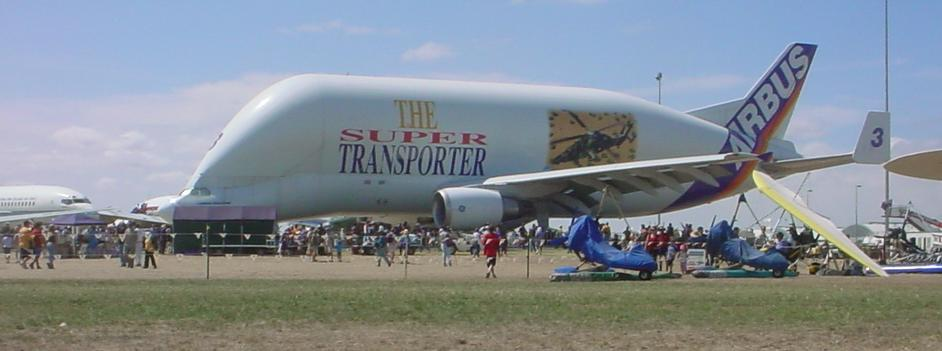
Airbus Beluga.

La construcció va començar el setembre de 1992, i el primer vol va tenir lloc el setembre del 1994. Després de 335 hores de vol de proves, se li va atorgar el certificat l'octubre de 1995, i l'A300-600ST "Beluga" va entrar en servei. Es van construir quatre aeronaus més, a un ritme d'una per any, i encara totes estan en servei. La seva feina principal és transportar els components d'Airbus preparats pel muntatge. També s'utilitzen per dur càrregues especials, com components de l'estació espacial, obres d'art grans i molt delicades o helicòpters sencers. El compartiment de càrrega de l'A300-600ST's fa 7,4 m de diàmetre i 37,7 metres de llarg; la càrrega màxima és de 47 tones.
El volum de càrrega principal del Beluga és més gran que el d'un C-5 Galaxy o l'Antonov An-124. Tanmateix, el pes restringit a 47 tones, comparades a les 122,5 del C-5 i les 150 de l'An-124. Tot i l'amplada, el Beluga no pot portar la major part dels components del fuselatge de l'A380, que normalment s'han transportat per vaixell o per terra. En alguns casos, però, sí que s'ha utilitzat.
El 1999 va portar una càrrega poc usual, la pintura La llibertat guiant el poble per Eugène Delacroix. Va volar des de París a Tòquio passant per Bahrain i Calcutta en unes 20 hores. La gran pintura, de 2,99 metres d'alt i 3,63 metres de llarg, era massa gran per cabre a un Boeing 747. Es va transportar verticalment a dins d'un contenidor pressuritzat amb protecció isotèrmica i un dispositiu antivibratori.

## Especificacions

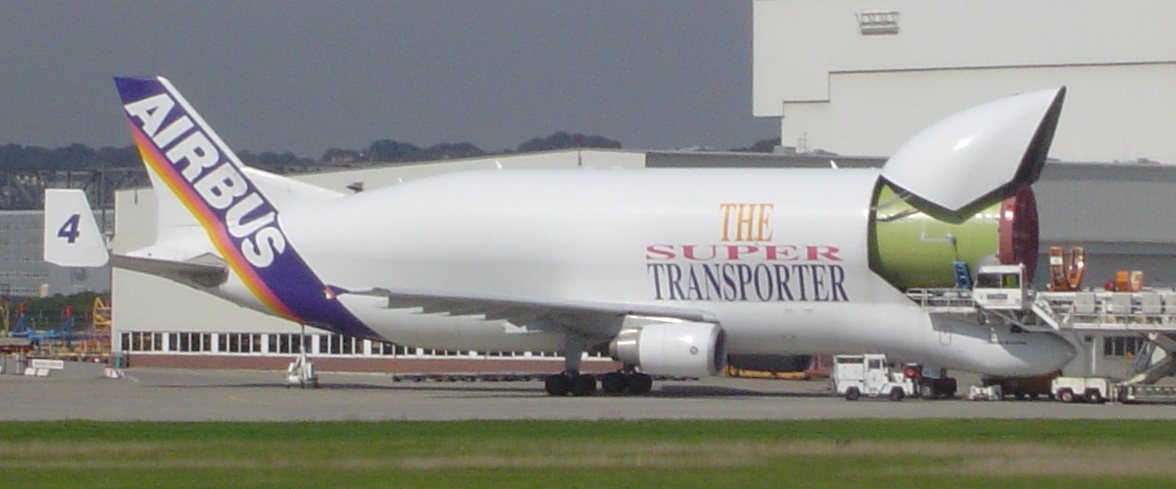
Airbus Beluga carregant/descarregant

| Especificacions             | Especificacions                         |
| --------------------------- | --------------------------------------- |
| Longitud                    | 56,15 m                                 |
| Envergadura                 | 44,84 m                                 |
| Alçada                      | 17,24 m                                 |
| Superfície de les ales      | 122,40 m²                               |
| Diàmetre del fuselatge      | 3,95 m 7,1 m al compartiment de càrrega |
| Pes buit                    | 86 t                                    |
| Pes màxim d'enlairament     | 155 t                                   |
| Abast (càrrega de 40 tones) | 2.779 km                                |
| Abast (càrrega de 26 tones) | 4.632 km                                |
| Motors                      | GE CF6-80C2A8                           |
| Capacitat de càrrega        | 47 t                                    |
| Volum de càrrega            | 1.210 m³                                |
| Tripulació de la cabina     | 2                                       |